# Elvis (film 2022)
Elvis è un film del 2022 diretto da Baz Luhrmann.
La pellicola narra la vita di Elvis Presley ed il suo complicato rapporto con il manager Colonnello Tom Parker, dall'ascesa alla fama mondiale, passando per la relazione con la moglie Priscilla Presley.
Il film ha ricevuto otto candidature ai premi Oscar 2023, senza ricevere alcun premio.

## Trama
20 gennaio 1997. Il colonnello Tom Parker, controverso manager del re del rock and roll, è sul letto di morte. L’uomo coglie l'occasione per raccontare la sua versione dei fatti, iniziando dal momento in cui a Memphis, in Tennessee, si era imbattuto nel disco edito dalla Sun Records di un giovane artista bianco dalle sonorità afroamericane, che cantava il blues That's All Right, Mama: il colonnello desidera ardentemente conoscerlo e incontra un giovane Elvis. Un flashback mostra come fin da bambino il futuro re del rock and roll avesse amato la musica afroamericana, dal blues al gospel. Il ragazzo sale sul palco mostrando le sue doti di showman, mandando in visibilio il suo primo pubblico (in particolare le ragazze) e ancheggiando il bacino, gesto divenuto iconico e che successivamente gli varrà l'appellativo di Elvis The Pelvis, che lo stesso artista taccerà definendola "una delle espressioni più infantili provenienti da un adulto".
Elvis viene messo sotto contratto dalla RCA Records e con il suo primo singolo Heartbreak Hotel diviene una star a livello internazionale; il suo manager è ufficialmente il colonnello Parker, che percepisce il 50% dei guadagni del cantante. Grazie ai suoi opulenti guadagni, Elvis acquista la tanto desiderata Cadillac rosa e la leggendaria "Graceland", ponendo così se stesso e la sua famiglia in una condizione di agiatezza economica. I guai sono però dietro l'angolo: la musica rock viene definita "demoniaca" e strumento di corruzione per l'educazione dei giovani americani, e le sue movenze vengono così bandite, costringendo il cantante a esibirsi in televisione in un frac, come se fosse un maggiordomo, con la presenza di un basset hound durante la performance di Hound Dog.
Stanco delle pressioni da parte degli ottusi benpensanti americani, delle segregazioni razziali, di Parker (che acconsente alla trasformazione più morigerata del cantante) e della stessa madre Gladys (che invece definisce il talento del figlio un dono divino che non va celato), Elvis raggiunge con la sua Cadillac nera il suo amico, il leggendario B.B. King: insieme si godono la prima esibizione di un'altra grande figura della musica rock, Little Richard, con la sua celeberrima Tutti Frutti; B.B. King consiglia all'amico di non temere la pena detentiva in quanto il suo colore chiaro di pelle e la sua fama non consentono che Elvis venga tratto in arresto e lo mette in guardia dal colonnello Parker, perché "se non controlli gli affari, gli affari controlleranno te".
Durante il concerto del 4 luglio, Elvis mette nuovamente in scena le sue doti da frontman e l'ancheggiamento del bacino, mettendo questa volta a rischio la sua stessa libertà per amore del pubblico. Parker interviene in favore del suo prediletto, facendo notare che sarebbe meglio che Elvis presti servizio militare per risistemare la sua immagine di giovane figlio dell'America: il taglio dei mitici capelli della leggenda del rock avviene in diretta nazionale ed il giovane viene spedito alla scuola di addestramento. A causa della preoccupazione quotidiana per la lontananza dal figlio, Gladys beve sempre di più, morendo infine per epatite: la sua morte getterà il figlio nella disperazione, ma il colonnello riesce, con la sua arte oratoria, a farlo rinsavire.
Durante la sua permanenza militare in Germania, Elvis conosce Priscilla Beaulieu, figlia di un ufficiale della United States Air Force, la quale crede ciecamente nei sogni che Elvis vuole perseguire, come il raggiungimento di una brillante carriera attoriale, sulla falsariga dell'idolo di Presley, ovvero James Dean. I due, innamorati, si sposano e dalla loro unione nasce Lisa Marie, alla quale il padre dedica il suo aereo privato. Nel frattempo Elvis apprende dapprima dell'assassinio di Martin Luther King e poi di quello di Robert Kennedy; ricordando le parole proferite da un reverendo, "quando le cose sono troppo pericolose da dire, canta", Elvis si esibisce con If I Can Dream in onore delle parole di uguaglianza razziale pronunciate dal dottor King, canzone che conclude lo speciale di Elvis attraverso il quale rientra trionfante nel mondo musicale dopo un declino dovuto all'avvento dei Rolling Stones, dei Beatles e dei Beach Boys.
Nel frattempo, il legame professionale con il colonnello Parker si incrina sempre più, poiché Elvis desidera esibirsi negli stadi europei e in Giappone, ma Parker riesce a farlo desistere organizzando un concerto in pompa magna presso l'International Hotel di Las Vegas. All’insaputa del cantante, inoltre, Parker sigla un accordo quinquennale di live performance di Elvis su quel palcoscenico; gli organizzatori parallelamente promettono al ludopatico colonnello l'estinzione totale dei debiti sparsi nei vari casinò della città. Elvis viene così distolto dall'idea di un tour mondiale, dapprima con una serie di concerti a Las Vegas e successivamente con 15 date americane, in cui Elvis brilla splendente grazie alla sua inimitabile voce, ai suoi gesti iconici, alla sua presenza scenica e ai suoi abiti di scena stravaganti, senza dimenticare l'Aloha from Hawaii via satellite, ripresa in mondovisione.
La vita privata di Elvis va però in pezzi, perché l'uso delle pasticche bianche da parte della leggenda del rock porta l'amata moglie Priscilla a divorziare e ad accudire principalmente lei la figlioletta Lisa Marie; nel loro ultimo incontro, Priscilla consiglia invano all'uomo che ancora ama di cominciare un percorso di riabilitazione, in modo tale che la piccola non perda definitivamente suo padre. Dal punto di vista manageriale, Elvis licenzia in tronco il colonnello Parker dinanzi al pubblico, poiché al cantante era stato riferito da uno dei membri della "Memphis Mafia" che Parker non era un cittadino americano, di conseguenza non possedeva un passaporto: questa era la ragione per cui il manager aveva ostacolato il tour mondiale di Elvis, usando come scusante il voler preservare l'incolumità del cantante che riceveva costantemente minacce di morte.
Dopo la scissione da Parker, il colonnello dà il suo colpo di coda elencando tutti i debiti che Elvis ha accumulato nel corso negli anni nei confronti della Jamboree Attractions, ponendo la Presley Estate in bancarotta: la circostanza costringe Elvis a dipendere ancora una volta da Parker, non essendo in grado di affrontare l'esborso dell'esorbitante cifra. Dopo essersi incontrato all'aeroporto con Priscilla e la loro figlia, Elvis ripensa insieme con la ex moglie alla sua carriera da cantante e di come una volta compiuti quarant'anni nessuno si ricorderà di lui. Nonostante l'esortazione da parte di Priscilla di entrare in riabilitazione, Elvis rifiuta e, dopo essersi scambiati un ultimo addio, il cantante sale sul suo aereo per volare ai prossimi concerti.
Il re del rock and roll morì poco tempo dopo, a soli 42 anni, il 16 agosto del 1977, a seguito di un attacco cardiaco, mentre il Colonnello Parker trascorse gli ultimi giorni della sua vita da solo e in povertà sperperando tutti i suoi soldi nei casinò di Las Vegas. Il film si conclude con la reale ed ultima immagine che Elvis regala al suo amato pubblico il 21 giugno del 1977 con Unchained Melody, visibilmente ingrassato per l'uso smodato di farmaci; la pellicola mostra immagini dall'archivio dell'artista con alcune frasi che lo hanno reso celebre: «Da piccolo, ero un sognatore. Leggevo i fumetti e diventavo l’eroe della storia. Guardavo un film, e diventavo l’eroe del film. Ogni sogno che ho fatto si è avverato un centinaio di volte».

## Produzione

### Sviluppo e casting

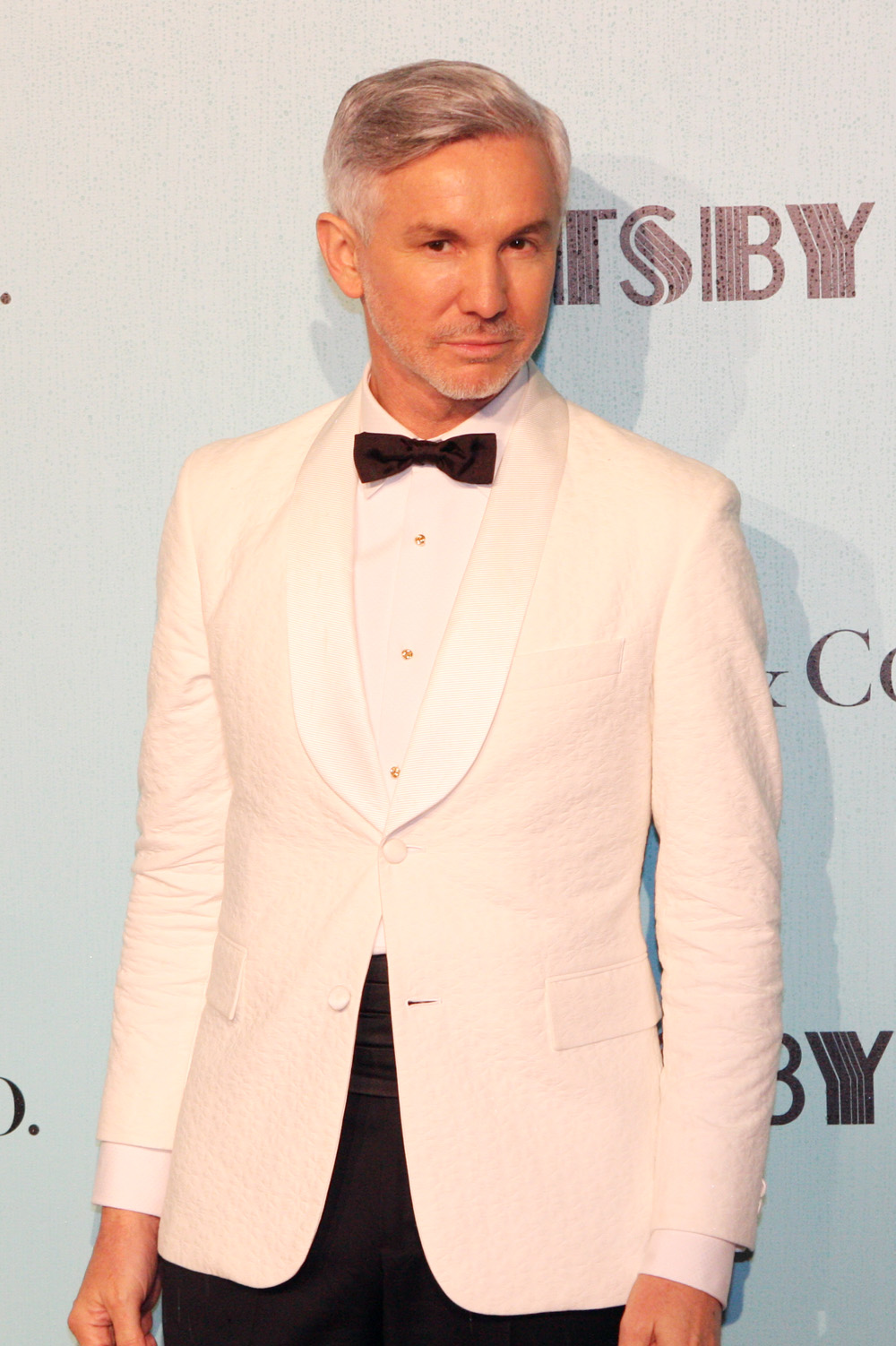
Lo sceneggiatore, regista, e produttore Baz Luhrmann

Il progetto di un biopic su Elvis fu annunciato nell'aprile 2014, quando Baz Luhrmann entrò in negoziazione per dirigere il film, con Kelly Marcel alla sceneggiatura.
Nessun ulteriore annuncio si ebbe fino al marzo 2019, quando Tom Hanks fu scritturato per il ruolo del Colonnello Tom Parker. Luhrmann venne annunciato come regista, e sostituì anche Marcel come sceneggiatore insieme a Sam Bromell e Craig Pearce. A luglio, gli attori in lizza per il ruolo di Presley erano Ansel Elgort, Miles Teller, Austin Butler, Aaron Taylor-Johnson e Harry Styles; in seguito quello stesso mese Butler ebbe la parte, impressionando Luhrmann con un provino nel quale cantò Unchained Melody.
Luhrmann rivelò nel corso di un'intervista con Entertainment Weekly di aver ricevuto una telefonata da parte dell'attore Denzel Washington che gli raccomandava vivamente Butler. In ottobre Olivia DeJonge fu scritturata per interpretare Priscilla Presley.

### Riprese
Le riprese ebbero inizio il 28 gennaio 2020 in Australia. Il 12 marzo 2020 la produzione subì un arresto forzato quando Hanks e sua moglie Rita Wilson risultarono positivi al COVID-19. La lavorazione riprese il 23 settembre. Nel settembre 2020 Luke Bracey, Richard Roxburgh, Helen Thomson, Dacre Montgomery, Natasha Bassett, Xavier Samuel, Leon Ford, Kate Mulvany, Gareth Davies, Charles Grounds, Josh McConville, e Adam Dunn si aggiunsero al cast del film. In dicembre Kelvin Harrison Jr. fu annunciato come interprete di B.B. King. Le riprese si sono concluse nel marzo 2021, e poco tempo dopo, Austin Butler venne ricoverato per un virus dovuto ad un'appendicite.

## Colonna sonora
Il 25 aprile 2022 fu annunciato che Doja Cat avrebbe contribuito al film con una canzone originale intitolata Vegas, che incorpora elementi tratti da Hound Dog di Big Mama Thornton. Questa venne pubblicata su singolo il 6 maggio 2022, prima dell'album della colonna sonora del film. L'album include interpretazioni di vario materiale di Presley da parte di artisti di diversi generi e stili musicali. I Måneskin e Kacey Musgraves sono parte della colonna sonora con le loro rispettive versioni di If I Can Dream e Can't Help Falling in Love.
Il 23 maggio 2022 il rapper Eminem annunciò su Instagram che lui e Cee Lo Green avrebbero collaborato alla colonna sonora con un nuovo brano intitolato The King and I, prodotto da Dr. Dre. Altri artisti inclusi nel progetto sono Stevie Nicks, Jack White, Diplo, Swae Lee. Le versioni cantate da Austin Butler dei brani di Presley, come anche le registrazioni originali di Elvis, sono anch'esse incluse nella colonna sonora. The King and I è stata distribuita il 16 giugno 2022, mentre la colonna sonora è stata resa disponibile a partire dal 24 giugno 2022.

## Promozione
Il primo trailer del film è stato diffuso il 17 febbraio 2022.

## Distribuzione
Il film è stato presentato in anteprima mondiale fuori concorso al Festival di Cannes 2022 e viene distribuito nelle sale cinematografiche statunitensi a partire dal 24 giugno 2022 e 45 giorni dopo su HBO Max, mentre in Italia dal 22 giugno.

### Edizione italiana
Il doppiaggio italiano e la sonorizzazione sono stati eseguiti dalla CDC Sefit Group, mentre la direzione del doppiaggio è di Roberto Gammino e i dialoghi sono a cura di Valerio Piccolo.

## Accoglienza

### Incassi
Al 23 ottobre 2022 Elvis ha incassato intorno ai 151 milioni di dollari nel Nord America e 137,6 milioni nel resto del mondo, per un incasso totale di 288,6 milioni di dollari.
Al di fuori di Stati Uniti e Canada, il film ha incassato 20 milioni di dollari da 50 mercati esteri nel suo primo weekend internazionale distributivo. Ha sfondato la barriera dei 100 milioni di incasso nel secondo fine settimana di programmazione, aggiungendo altri 15,7 milioni di dollari. I mercati esteri principali includono Regno Unito ($ 30,35 milioni), Australia ($ 22 milioni), Francia ($ 8,4 milioni), Germania ($ 6 milioni) e Italia ($ 3,2 milioni).

### Critica
Sull'aggregatore Rotten Tomatoes il film riceve il 77% delle recensioni professionali positive con un voto medio di 6,9 su 10 basato su 373 critiche, mentre su Metacritic ottiene un punteggio di 64 su 100 basato su 60 critiche.
All'anteprima al festival di Cannes 2022 il film ha ricevuto una standing ovation di 12 minuti.
Prima del debutto mondiale a Cannes, Lisa Marie Presley, la figlia di Elvis, elogiò il film in un post su Instagram dopo averlo visto due volte, definendolo "niente meno che spettacolare". Lodò l'interpretazione di Butler, affermando che aveva "incanalato e incarnato magnificamente il cuore e l'anima di suo padre": «Secondo la mia modesta opinione, la sua performance è senza precedenti e FINALMENTE eseguita in modo accurato e rispettoso». Circa la regia di Luhrmann, scrisse: "Puoi sentire il suo puro amore, la cura e il rispetto per mio padre durante tutto questo bellissimo film, ed è finalmente qualcosa di cui io, i miei figli e i loro figli possiamo essere orgogliosi per sempre... il tuo genio totale combinato con il tuo amore e rispetto per mio padre e questo progetto sono così belli e così stimolanti. So di essere ripetitiva, ma non mi interessa, grazie per aver messo le cose in chiaro in un modo così profondamente artistico e profondo".
L'interpretazione di Elvis da parte di Butler è stata ampiamente lodata. Justin Chang del Los Angeles Times descrisse Butler "un degno sosia di Elvis e uno ancora migliore vocalmente". David Rooney scrisse su The Hollywood Reporter che Butler "cattura il tragico paradosso di una fenomenale storia di successo che si aggrappa tenacemente al sogno americano anche se questo continua a sgretolarsi nelle sue mani". Clarisse Loughrey di The Independent scrisse che l'interpretazione di Butler è un convincente tentativo di ristabilire il potere del fascino di Elvis, in un momento in cui il musicista ha probabilmente perso un po' del suo prestigio culturale". Philip De Semlyen della rivista Time Out scrisse che quando Butler "scuote i fianchi durante il primo concerto di Elvis come cantante rock 'n' roll a tutto tondo, è come assistere alla nascita di due stelle".
Circa il film, Robbie Collin di The Telegraph gli assegnò un voto di 4 stellette su 5, definendolo "un'epopea del jukebox brillante e sgargiante," e "la cosa dallo stile più impeccabile e sgargiante che vedrete tutto l'anno, e tanto più divertente per questo". Kevin Maher di The Times definì il film di Luhrmann "il suo migliore fin da Romeo + Giulietta [...] La forza dei numeri musicali è attinta dalla bravura di Butler ma anche da Luhrmann, che monta con quel tipo di ritmi frenetici a cui è quasi impossibile resistere (i piedi batteranno) [...] Sono i momenti salienti da brivido che rendono l'intero progetto un film da non perdere". Jim Vejvoda di IGN definì Elvis "una cronaca vertiginosa e a tratti addirittura travolgente dell'icona rock". Owen Gleiberman di Variety lo descrisse "un sogno febbrile di 2 ore e 39 minuti, frizzante, delirante, energicamente malizioso e compulsivamente guardabile [...] una scintillante girandola di un film che converte la saga di Elvis che tutti portiamo in testa in un film biografico sontuosamente allestito come opera pop". Joshua Rothkopf scrisse su Entertainment Weekly che il film "racconta il mito di Elvis come nessuno era riuscito a fare prima". Lodando la prova attoriale di Butler, egli scrisse "...buca lo schermo e lo scioglie".
Manohla Dargis del The New York Times, pur lodando le scenografie e la performance di Butler, espresse un giudizio contrastante sul fatto che il film venga narrato dal punto di vista del Colonnello Tom Parker, scrivendo: "Mi sarebbe piaciuto ascoltare le conversazioni di Luhrmann e Hanks sulle loro idee per il personaggio; se non altro, avrebbe potuto spiegare cosa diavolo stavano cercando qui. Sinceramente non ne ho idea". In una recensione negativa apparsa su PopMatters, Hannah Engler definì Elvis "un'opportunità mancata di liberare Elvis dai vincoli del mito e mostrare francamente il suo genio, i suoi difetti e la sua dipendenza dai farmaci (cosa che in Elvis viene attribuita anche in gran parte a Parker, in un modo non solo storicamente errato ma pure irresponsabile)". Recensendo il film per IndieWire, David Ehrlich scrisse che "trova così poche ragioni per cui la vita di Presley sia materia di un film di Baz Luhrmann che l'equazione alla fine si inverte, lasciandoci con un film di Elvis Presley su Baz Luhrmann. Entrambi meritano di meglio". Egli inoltre criticò l'interpretazione di Tom Hanks del Colonnello Parker, scrivendo che "una performance caratterizzata da un trucco prostetico esagerato e troppo evidente, un naso finto e un accento che posso solo descrivere come il "Kentucky Fried Goldmember" rende forse il personaggio del film il più insopportabile mai concepito".
Pur lodando il film come opera di intrattenimento, Terina Hine di Film Review fece notare come, nonostante la durata di 2 ore e 39 minuti, il film tralasci volutamente argomenti imprescindibili della parabola artistica di Presley, come il suo amore per la musica Country, le relazioni familiari disfunzionali, le sue croniche infedeltà coniugali (appena accennate), i problemi di peso nell'ultima parte di carriera; la Memphis Mafia del tutto ignorata; le molte stravaganze e il famigerato incontro del 1970 con il presidente Richard Nixon alla Casa Bianca, durante il quale Elvis tentò di mettere in guardia il governo circa la pericolosa deriva sinistroide e sovversiva della Beatlemania, che viene completamente taciuto.
Il sito ComingSoon.net posiziona il film tra i migliori venti dell'anno.

## Riconoscimenti
- 2023 - Premio Oscar[50]
  - Candidatura per il miglior film
  - Candidatura per il miglior attore a Austin Butler
  - Candidatura per i migliori costumi a Catherine Martin
  - Candidatura per il miglior sonoro a David Lee, Wayne Pashley, Andy Nelson e Michael Keller
  - Candidatura per il miglior trucco e acconciatura a Mark Coulier, Jason Baird e Aldo Signoretti
  - Candidatura per la migliore scenografia a Catherine Martin, Karen Murphy e Beverley Dunn
  - Candidatura per la migliore fotografia a Mandy Walker
  - Candidatura per il miglior montaggio a Matt Villa e Jonathan Redmond
- 2023 - Golden Globe[51][52]
  - Miglior attore in un film drammatico a Austin Butler
  - Candidatura per il miglior film drammatico
  - Candidatura per il miglior regista a Baz Luhrmann
- 2022 - AACTA Award[53]
  - Candidatura per il miglior film
  - Candidatura per il miglior regista a Baz Luhrmann
  - Candidatura per il miglior attore a Austin Butler
  - Candidatura per il miglior attore non protagonista a Tom Hanks
  - Candidatura per la miglior attrice non protagonista a Olivia DeJonge
  - Candidatura per la miglior sceneggiatura a Baz Luhrmann, Sam Bromell, Craig Pearce e Jeremy Doner
  - Candidatura per la miglior fotografia a Mandy Walker
  - Candidatura per la miglior colonna sonora a Elliott Wheeler
  - Candidatura per i migliori costumi a Catherine Martin
  - Candidatura per il miglior montaggio a Matt Villa e Jonathan Redmond
  - Candidatura per la miglior scenografia a Catherine Martin, Karen Murphy e Beverley Dunn
  - Candidatura per il miglior sonoro a David Lee, Wayne Pashley, Andy Nelson e Michael Keller
  - Candidatura per il miglior trucco e acconciatura a Jason Baird, Mark Coulier, Louise Coulston e Shane Thomas
  - Candidatura per il miglior casting a Nikki Barrett e Denise Chamian
  - Candidatura per i migliori effetti speciali a Tom Wood, Fiona Crawford, Julian Hutchens, Josh Simmonds e Adam Hammond
- 2022 - American Film Institute[54]
  - Migliori dieci film dell'anno
- 2022 - E! People's Choice Awards[55][56]
  - Miglior attore/attrice in un film drammatico a Austin Butler
  - Candidatura per il miglior film
  - Candidatura per il miglior film drammatico
- 2023 - Critics' Choice Awards[57][58]
  - Miglior trucco
  - Candidatura per il miglior film
  - Candidatura per il miglior attore a Austin Butler
  - Candidatura per il miglior regista a Baz Luhrmann
  - Candidatura per la miglior scenografia a Catherine Martin, Karen Murphy e Bev Dunn
  - Candidatura per il miglior montaggio a Matt Villa e Jonathan Redmond
  - Candidatura per i migliori costumi a Catherine Martin
- 2023 - British Academy Film Awards[59][60]
  - Miglior attore a Austin Butler
  - Migliori costumi a Catherine Martin
  - Miglior trucco e acconciatura a Jason Baird, Mark Coulier, Louise Coulston, Shane Thomas
  - Miglior casting a Nikki Barrett e Denise Chamian
  - Candidatura per il miglior film
  - Candidatura per la migliore fotografia a Mandy Walker
  - Candidatura per il miglior montaggio a Matt Villa e Jonathan Redmond
  - Candidatura per la migliore scenografia a Catherine Martin, Karen Murphy, Bev Dunn
  - Candidatura per il miglior sonoro a Michael Keller, David Lee, Andy Nelson, Wayne Pashley
- 2023 - Capri, Hollywood - The International Film Festival[61]
  - Miglior film
  - Miglior regista a Baz Luhrmann
  - Migliori costumi a Catherine Martin
  - Miglior trucco
  - Miglior scenografia a Catherine Martin
  - Miglior sonoro
  - Miglior montaggio sonoro
  - Premio Life for cinema ad Aldo Signoretti
  - Capri Producers of the Year a Baz Luhrmann, Gail Berman, Catherine Martin, Patrick McCormick, Andrew Mittman e Schuyler Weiss
- 2023 - David di Donatello[62]
  - Candidatura per il miglior film straniero
- 2023 - MTV Movie & TV Awards[63]
  - Candidatura per il miglior film
  - Candidatura per la miglior performance in un film a Austin Butler
  - Candidatura per la migliore canzone a Doja Cat per Vegas
- 2023 - Producers Guild of America Award[64]
  - Candidatura per la miglior produzione di un film
- 2023 - Satellite Award[65]
  - Candidatura per il miglior film commedia o musicale
  - Candidatura per il miglior attore in un film commedia o musicale a Austin Butler
  - Candidatura per il miglior regista a Baz Luhrmann
  - Candidatura per la miglior canzone originale a Doja Cat per Vegas
  - Candidatura per la migliore fotografia a Mandy Walker
  - Candidatura per il miglior montaggio a Jonathan Redmond e Matt Villa
  - Candidatura per il miglior suono a David Lee, Wayne Pashley, Andy Nelson e Michael Keller
  - Candidatura per la migliore scenografia a Catherine Martin e Karen Murphy
  - Candidatura per i migliori costumi a Catherine Martin
- 2023 - Screen Actors Guild Award[66]
  - Candidatura per il miglior attore a Austin Butler